# Musée national de Colombie
Le Musée national de Colombie (espagnol : Museo Nacional de Colombia) est le musée national de la Colombie abritant des collections de son histoire, de son art (en) et de sa culture. Situé à Bogota, il est le plus grand et le plus ancien musée de Colombie. Le musée national de Colombie dépend du Ministère de la Culture.

## Bâtiment

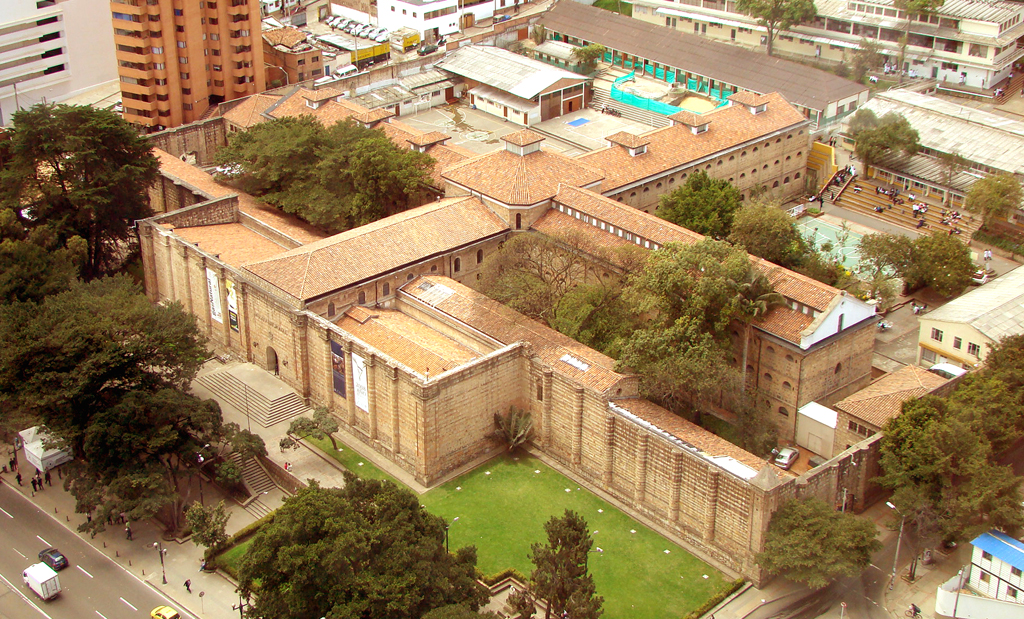
Vue aérienne.

Ouvert en 1823, le musée national est le plus ancien du pays et l'un des plus anciens du continent. Le bâtiment actuel fut construit en 1874. Il était appelé Panóptico (nom issu des prisons panoptiques) et servit de prison jusqu'en 1946. Son architecture est faite de pierre et de brique. Son plan inclut arches, dômes et colonnes formant une sorte de croix grecque autour de laquelle sont réparties 104 cellules avec de solides murs de façade. En 1948, le bâtiment fut adapté en musée national et restauré en 1975.

## Collections

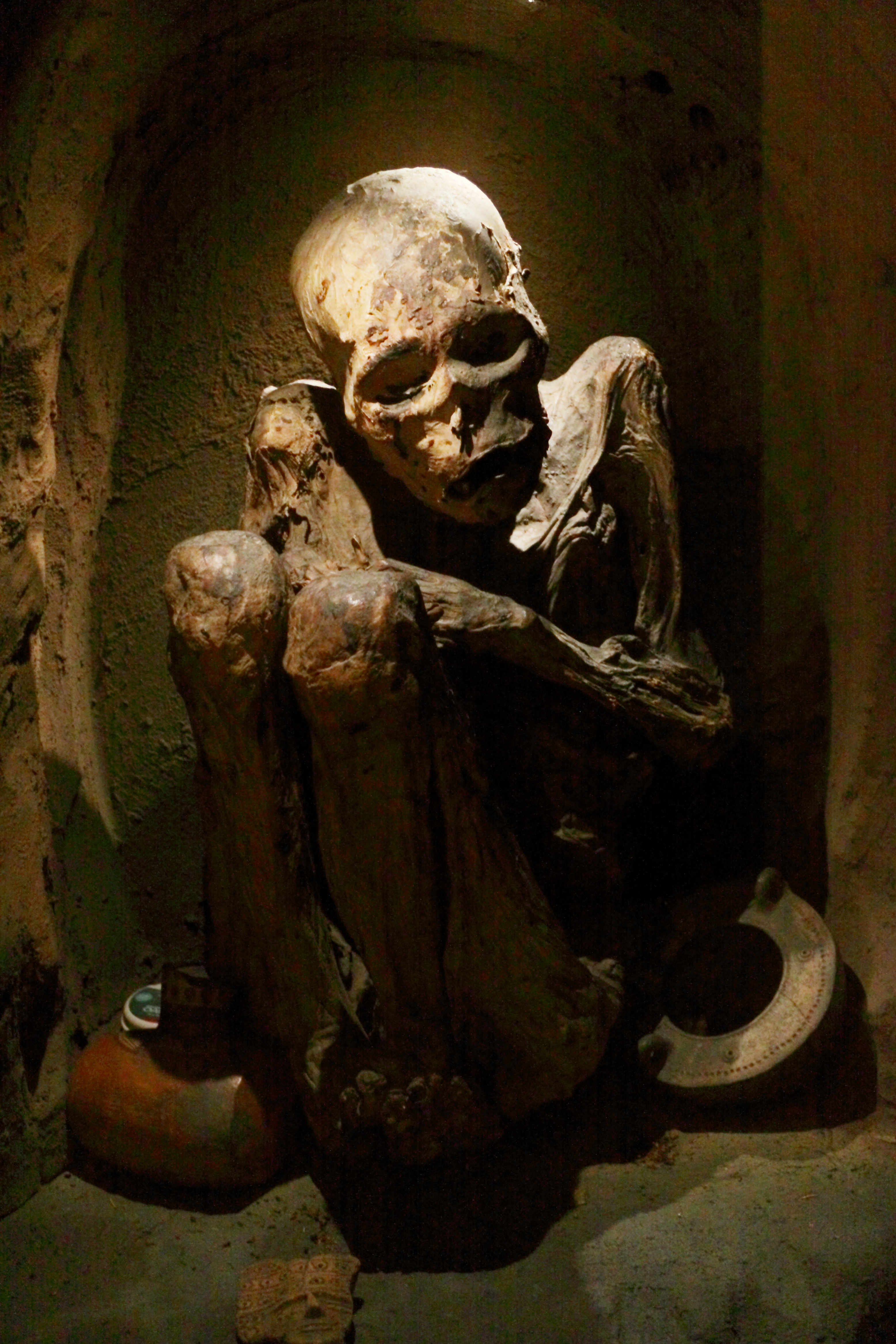
Une momie colombienne exposée au musée national.

Le musée abrite une collection de plus de 20 000 pièces incluant des objets d'art et d'histoire représentant différentes périodes de l'histoire nationale. Les expositions permanentes présentent des exemples archéologiques et ethnographiques d'artéfacts colombiens datant de 10 000 ans, et des exemples contemporains de l'art et de la culture afro-colombiens ou indigènes. La salle des Fondateurs et la salle du Nouveau Royaume de Grenade présentent l'iconographie des libérateurs et espagnole tandis que la salle ronde présente des séries de peintures à l'huile de l'histoire picturale colombienne.
Des peintures de Débora Arango, Fernando Botero, Enrique Grau, Ignacio Gomez Jaramillo (en), Santiago Martinez Delgado (en), Alejandro Obregón, Omar Rayo, Andrés de Santa María et Guillermo Wiedemann (es) font partie de la collection permanente. 

## Expositions
- 2006 : Armée enterrée de l'empereur Qin avec sept statues complètes et de nombreux autres objets.